# Wimbledon 1933
De 53e editie van het Britse grandslamtoernooi, Wimbledon 1933, werd gehouden van maandag 26 juni tot en met zaterdag 8 juli 1933. Voor de vrouwen was het de 46e editie van het Britse graskampioenschap. Het toernooi werd gespeeld bij de All England Lawn Tennis and Croquet Club in de wijk Wimbledon van de Britse hoofdstad Londen.
De Amerikaans titelverdediger Ellsworth Vines verloor de finale van Jack Crawford.
De Amerikaanse Helen Wills-Moody won haar zesde titel.
Op de enige zondag tijdens het toernooi (Middle Sunday) werd traditioneel niet gespeeld.

## Belangrijkste uitslagen
Mannenenkelspel

Finale: Jack Crawford (Australië) won van Ellsworth Vines (Verenigde Staten) met 4–6, 11–9, 6–2, 2–6, 6–4 
Vrouwenenkelspel

Finale: Helen Wills-Moody (Verenigde Staten) won van Dorothy Round (Verenigd Koninkrijk) met 6–4, 6–8, 6–3 
Mannendubbelspel

Finale: Jean Borotra (Frankrijk) en Jacques Brugnon (Frankrijk) wonnen van Ryosuke Nunoi (Japan) en Jiro Sato (Japan) met 4–6, 6–3, 6–3, 7–5 
Vrouwendubbelspel

Finale: Simonne Mathieu (Frankrijk) en Elizabeth Ryan (Verenigde Staten) wonnen van Freda James (Verenigd Koninkrijk) en Billie Yorke (Verenigd Koninkrijk) met 6–2, 9–11, 6–4 
Gemengd dubbelspel

Finale: Hilde Krahwinkel (Duitsland) en  Gottfried von Cramm (Duitsland) wonnen van Mary Heeley (Verenigd Koninkrijk) en Norman Farquharson (Zuid-Afrika) met 7–5, 8–6 
Een juniorentoernooi werd voor het eerst in 1947 gespeeld.